# Nacho Galindo
Pour les articles homonymes, voir Galindo (homonymie).
Nacho Galindo est un acteur américain d'origine mexicaine, né le 7 novembre 1908 à Guadalajara (Jalisco), mort le 22 juin 1973 à Los Angeles (Californie).

## Biographie
Émigré aux États-Unis, Nacho Galindo contribue à soixante-dix films américains (dont des westerns), depuis Week-end à la Havane de Walter Lang (1941, avec Alice Faye et Carmen Miranda) jusqu'à La Jungle aux diamants de Delbert Mann (1968, avec James Garner et Eva Renzi).
Entretemps, mentionnons L'Île au complot de Robert Z. Leonard (1949, avec Robert Taylor et Ava Gardner), Borderline de William A. Seiter (1950, avec Fred MacMurray et Claire Trevor), L'Émeraude tragique d'Andrew Marton (1954, avec Stewart Granger et Grace Kelly) et L'Aventurier du Texas de Budd Boetticher (1958, avec Randolph Scott et Craig Stevens).
À la télévision, excepté un téléfilm de 1967 (remake du western Winchester '73 de 1950), il apparaît dans cinquante-et-une séries américaines dès 1952, dont Maverick (trois épisodes, 1958-1960), Perry Mason (deux épisodes, 1961-1963) et Les Mystères de l'Ouest (un épisode, 1967).
Sa dernière série est Auto-patrouille, à l'occasion d'un épisode diffusé en 1970, après quoi il se retire (trois ans avant son décès en 1973, à 64 ans).

## Filmographie partielle

### Cinéma
- 1941 : Week-end à la Havane (Week-End in Havana) de Walter Lang : le vendeur de sucettes chantant
- 1941 : La Femme aux deux visages (Two-Faced Woman) de George Cukor : un musicien
- 1946 : Le Gai Cavalier (The Gay Cavalier) de William Nigh : Baby
- 1947 : Taïkoun (Tycoon) de Richard Wallace : un chef d'équipe
- 1949 : L'Île au complot (The Bride) de Robert Z. Leonard : un employé de l'hôtel
- 1949 : Les Chevaliers du Texas (South of St. Louis) de Ray Enright : Manuel
- 1949 : El Paso, ville sans loi (El Paso) de Lewis R. Foster
- 1950 : Les Requins du Pacifique (Killer Shark) de Oscar Boetticher : « Maestro », le cuisinier
- 1950 : The Showdown de Dorrell et Stuart E. McGowan : Gonzales
- 1950 : Poison blanc (Borderline) de William A. Seiter : Porfirio
- 1950 : Montana de Ray Enright : Pedro
- 1950 : La Flèche brisée (Broken Arrow) de Delmer Daves : le coiffeur
- 1951 : Lightning Strikes Twice de King Vidor : Pedro
- 1952 : L'Étoile du destin (Lone Star) de Vincent Sherman : Vincente
- 1952 : Les Flèches brûlées (Flaming Feather) de Ray Enright : José
- 1953 : La Femme qui faillit être lynchée (The Woman They Almost Lynched) d'Allan Dwan : John Pablo
- 1953 : Le Voyage de la peur (The Hitch-Hiker) d'Ida Lupino : José Abbarotes
- 1954 : Les Rebelles (Border River) de George Sherman : Lopez
- 1954 : Les Proscrits du Colorado (The Outcast) de William Witney : Curly
- 1954 : La Lance brisée (Broken Lance) d'Edward Dmytryk : Francisco, le cuisinier

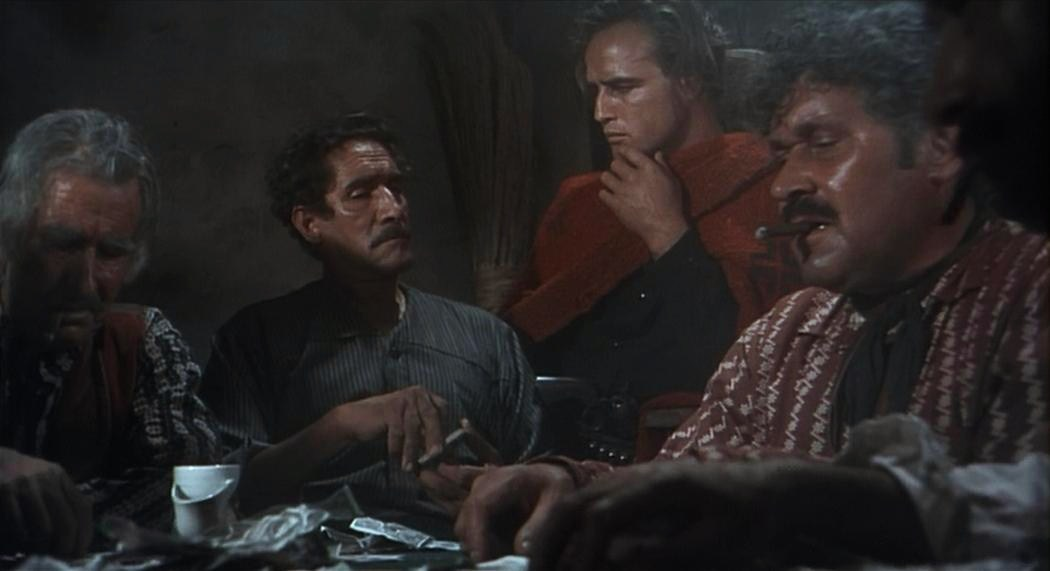
À droite, avec Marlon Brando debout,
dans La Vengeance aux deux visages (1961)

- 1954 : L'Émeraude tragique (Green Fire) d'Andrew Marton : le capitaine Perez
- 1954 : Une étoile est née (A Star Is Born) de George Cukor : José Rodriguez
- 1955 : Headline Hunters de William Witney : Ramon, le barman
- 1955 : Les Îles de l'enfer (Hell's Island) de Phil Karlson : Carlos Peñasco
- 1956 : Jaguar de George Blair
- 1956 : La Prisonnière du désert (The Searchers) de John Ford : le barman mexicain
- 1956 : Santiago de Gordon Douglas : le barman
- 1958 : L'Aventurier du Texas (Buchanan Rides Alone) de Budd Boetticher : Nacho
- 1958 : Libre comme le vent (Saddle the Wind) de Robert Parrish : Manuelo
- 1961 : La Vengeance aux deux visages (One-Eyed Jacks) de Marlon Brando : un joueur de cartes
- 1963 : Mercredi soir, 9 heures... (Who's Been Sleeping in My Bed?) de Daniel Mann : le juge mexicain
- 1965 : Les Inséparables (Marriage on the Rocks) de Jack Donohue : le maire
- 1966 : El Dorado d'Howard Hawks : le barman du saloon mexicain
- 1968 : La Jungle aux diamants (The Pink Jungle) de Delbert Mann : le propriétaire de l'hôtel

### Télévision
(séries, sauf mention contraire)
- 1953 : Les Aventures de Superman (Adventures of Superman)
  - Saison 2, épisode 14 Jungle Devil de Thomas Carr : Alberto
- 1954 : The Lone Ranger
  - Saison 4, épisode 11 Dan Reid's Fight for Life de Wilhelm Thiele : Pancho
- 1956 : Le Choix de... (Screen Directors Playhouse)
  - Saison unique, épisode 18 Cry Justice de George Sherman : un mexicain
- 1958-1960 : Maverick
  - Saison 1, épisode 24 Plunder of Paradise (1958) de Douglas Heyes : Chucho Morales
  - Saison 2, épisode 6 Escape to Tampico (1958) de Douglas Heyes : Carlos
  - Saison 3, épisode 20 Guatemala City (1960) d'Arthur Lubin : Hansom, le chauffeur de taxi
- 1959 : Zorro
  - Saison 2, épisode 13 Amnistie pour Zorro (Amnesty for Zorro) de Charles Lamont : le barman
- 1960 : Au nom de la loi (Wanted: Dead or Alive)
  - Saison 3, épisode 8 Jusqu'à la victoire (To the Victory) : Howard Wiley
- 1960 : Échec et mat (Checkmate)
  - Saison 1, épisode 10 Moment of Truth de Walter Doniger : le barman
- 1961 : Monsieur Ed, le cheval qui parle (Mister Ed)
  - Saison 1, épisode 11 Ed the Witness d'Arthur Lubin : Pepe Garcia
- 1961 : Peter Gunn
  - Saison 3, épisode 33 A Bullet for the Boy de David Lowell Rich : Delgado
- 1961-1963 : Perry Mason, première série
  - Saison 5, épisode 8 The Case of the Travelling Treasure (1961) d'Arthur Marks : le barman mexicain
  - Saison 6, épisode 17 The Case of the Libelous Locket (1963) d'Arthur Marks : M. Perez, le propriétaire de l'hôtel
- 1962 : Dobie Gillis (The Many Loves of Dobie Gillis)
  - Saison 4, épisode 4 The Ugliest American de Rodney Amateau : Manuel
- 1962 : 77 Sunset Strip
  - Saison 5, épisode 10 Adventure in San Dede de Leslie H. Martinson : Somoza
- 1965 : L'Homme à la Rolls (Burke's Law), première série
  - Saison 3, épisode 10 Deadlier Than the Male : Dr Torres
- 1965-1966 : Une mère pas comme les autres (My Mother the Car)
  - Saison unique, épisode 4 Lassie, I Mean Mother, Come Home (1965 - le deuxième Pedro) et épisode 22 A Riddler on the Roof (1966 - le président Romano) de Rodney Amateau
- 1967 : Les Mystères de l'Ouest (The Wild Wild West)
  - Saison 2, épisode 22 La Nuit de la marée maudite (The Night of the Deadly Bubble) d'Irving J. Moore : Pepe
- 1967 : Winchester '73, téléfilm d'Herschel Daugherty : le barman
- 1967 : Cimarron
  - Saison unique, épisode 1 Journey to a Hanging de Vincent McEveety : le barman
- 1968 : Les Espions (I Spy)
  - Saison 3, épisode 25 Carmelita est des nôtres (Carmelita Is One of Us) de Christian Nyby : le vieux docteur
- 1968 : Gunsmoke ou Police des plaines (Gunsmoke ou Marshal Dillon)
  - Saison 14, épisode 3 Zavala de Vincent McEveety : le masseur
- 1969 : Cher oncle Bill (Family Affair)
  - Saison 3, épisodes 20 et 21 Lost in Spain, Parts II & III de Charles Barton : Carlos Vega
- 1970 : Auto-patrouille (Adam-12)
  - Saison 3, épisode 6 Log 55: Missing Child de Christian Nyby : Jorge